# Pieter Post (architect)
Pieter Post (Haarlem, gedoopt 1 mei 1608 - † Den Haag, 2 mei 1669) was een Nederlandse architect en kunstschilder. Hij werd in 1645 de hofarchitect van stadhouder Frederik Hendrik en Amalia van Solms. Post kan worden beschouwd als een belangrijke vertegenwoordiger van het Hollands classicisme, samen met Jacob van Campen, Philip Vingboons en Arent van 's-Gravesande. Hij kreeg opdrachten van diverse Hollandse stadsbesturen.

## Levensloop
Post was de zoon van een Leidse glazenmaker, en begon zijn loopbaan als kunstschilder, net als zijn jongere broer Frans. Na een aantal jaren in Haarlem werkzaam te zijn geweest als schilder, kwam hij in dienst bij Jacob van Campen en assisteerde hij bij de bouw van het Mauritshuis (Den Haag), in opdracht van Johan Maurits van Nassau-Siegen, en het Huygenshuis en Hofwijck van Constantijn Huygens. Na 1640 kreeg Pieter Post steeds meer zelfstandige opdrachten. Zijn invloed op het werk van Jacob van Campen mag niet worden onderschat en is onderwerp van discussie.
Pieter Post werkte mogelijk als bouwopzichter of tekenaar aan Huis Honselaarsdijk – het meest ambitieuze van alle Oranjepaleizen – en Huis ter Nieuburch in Rijswijk. Sommige schrijvers suggereren dat Pieter Post in Brazilië is geweest, net als zijn broer Frans, maar dit is heel onwaarschijnlijk. Er is ook geen enkele aanwijzing dat Pieter Post vanuit Holland ontwerpen voor Mauritsstad zou hebben geleverd.
In 1651 publiceerde Post een achttal gravures naar aanleiding van de begrafenis van stadhouder Frederik Hendrik. Cornelis Ryckwaert was een medewerker en leerling van Post. De dochter van Pieter Post trouwde met Frederik Ruysch, de Amsterdamse anatoom-bioloog-verzamelaar.
Post behoorde tot de vriendenkring van Constantijn Huygens. Toen hij overleed schreef Huygens in zijn dagboek van 1669: "2 Meij, na een sieckte van slechts twee dagen, sterft mijn Vriend P. Post, bouwkundighe." en "Obit amicus meus Petrus Post, Architectus". Ook schreef hij voor Pieter Post een grafschrift in jambisch metrum:

By dese Post 

Light Pieter Post, 

Die won sijn kost 

Soo veel hij kost 

Aen Balck en Post, 

En wierd verlost 

Met hij begost, 

En als hij most 

Vergingh te Post.
— Constantijn Huygens

Pieter Post werd op 8 mei 1669 begraven in de Kloosterkerk aan het Lange Voorhout in  Den Haag.

## Nalatenschap

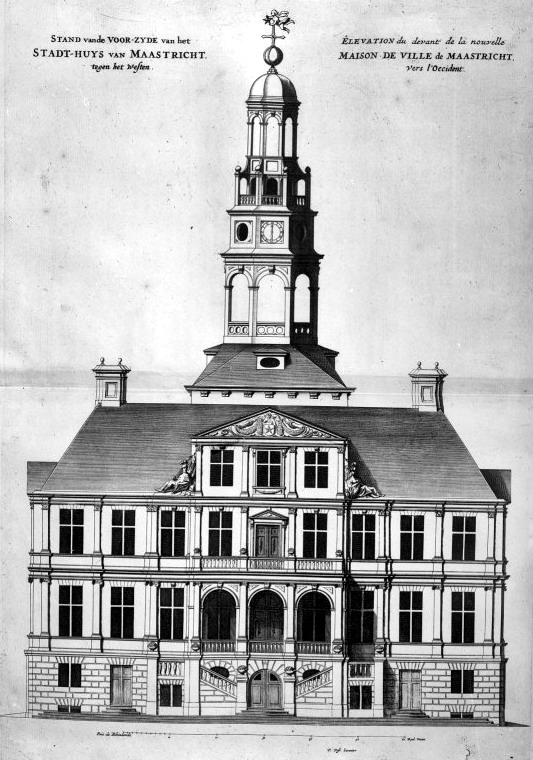
Gravure Stadhuis van Maastricht, naar een tekening van Pieter Post (1666)

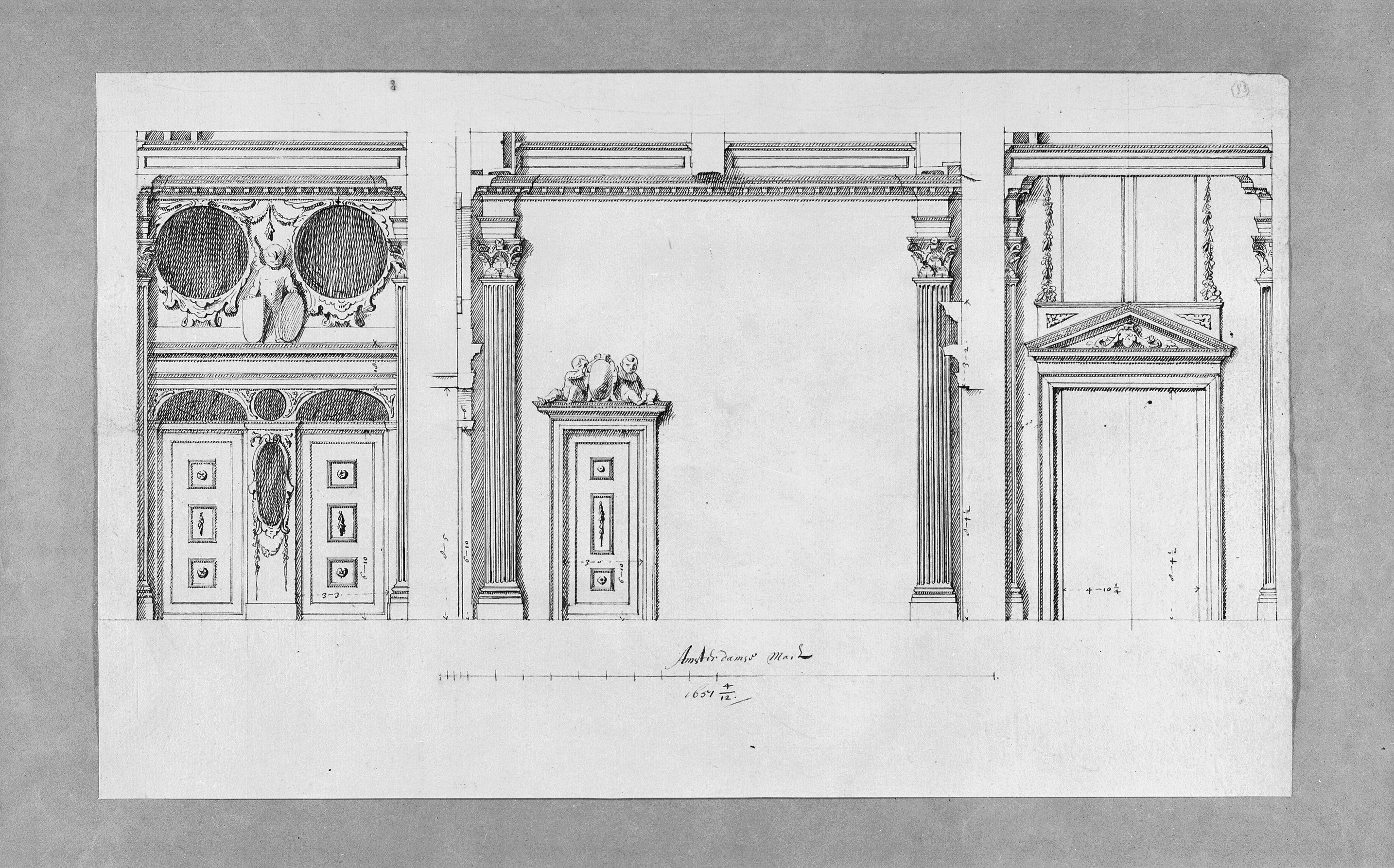
Pieter Post, Ontwerptekening voor een nieuw voorhuis van Herengracht 182 in Amsterdam, 12 april 1651, collectie Rijksdienst voor het Cultureel Erfgoed, Amersfoort

### Bouwwerken
- 1640-1645 – Het Huis aan de Boschkant, Prinsessegracht, Den Haag (verwoest in 1945)[5]
- 1642 – Huis Dedel, Prinsegracht 15, Den Haag (vermoedelijk)
- 1643 – Huis Prinsegracht 4, Den Haag
- 1643-1649 – de hofstede Vredenburg in de Beemster
- 1645 – Huis Dunne Bierkade 18, Den Haag (ontwerp ?)
- 1645-1650 – Huis ten Bosch, Den Haag
- 1645-1648 – Huis Zwanenburg, Halfweg (voormalig gemeenlandshuis van het Hoogheemraadschap van Rijnland)
- 1647-1667 – Oostkerk, Middelburg
- 1648-1652 – Huis Herengracht 182, Amsterdam (verbouwing en tuinhuis; gesloopt in 1771)
- 1649 – Bekroning Wittevrouwenpoort, Utrecht
- 1649-1653 – Huis De Onbeschaamde, Wijnstraat, Dordrecht
- 1652-1657 – Het gebouw van de Staten van Holland, Den Haag (nu vergaderzaal van de Eerste Kamer)
- 1655 – Johan de Witthuis, Kneuterdijk 6, Den Haag
- 1657-1658 – Waag met boterhuis, Leiden
- 1659-1662 – Kruithuis, Delft
- 1659-1664 – Het stadhuis van Maastricht, een hoogtepunt in zijn oeuvre
- 1660 – Hofje van Nieuwkoop, Den Haag
- 1661-1662 – Torendeel van Lambertuskerk in Buren
- 1662-1665 – Kasteel Heeze (Heeze)
- 1663-1666 – De Zwanenburcht in Kleef
- 1663 – Kerk van Stompetoren
- 1664 – Prinsehuis, Hellevoetsluis
- 1668 – Kaaswaag, Gouda

Ontwerpen van Pieter Post vonden in heel Europa navolging. Het kasteel Sonnenburg, een commanderij van de Johannieter Orde in Słońsk vlak bij de Poolse stad Kostrzyn nad Odrą (aan de Oder-Neissegrens), werd van 1662 tot 1667 door de in Pruisen en Brandenburg werkzame Nederlandse bouwmeester Cornelis Ryckwaert gerealiseerd naar een ontwerp van Pieter Post. Het kasteel is thans een ruïne, maar leeft voort in het door Daniël Wolff, baron van Dopff, in 1698 gekopieerde kasteel Neercanne bij Maastricht. Een bijna exacte kopie van de toren van het Maastrichtse stadhuis, eveneens van Pieter Post, is te zien als bovenbouw van de zogenaamde Eendentoren van het klooster Troitse-Sergieva Lavra in de buurt van Moskou.

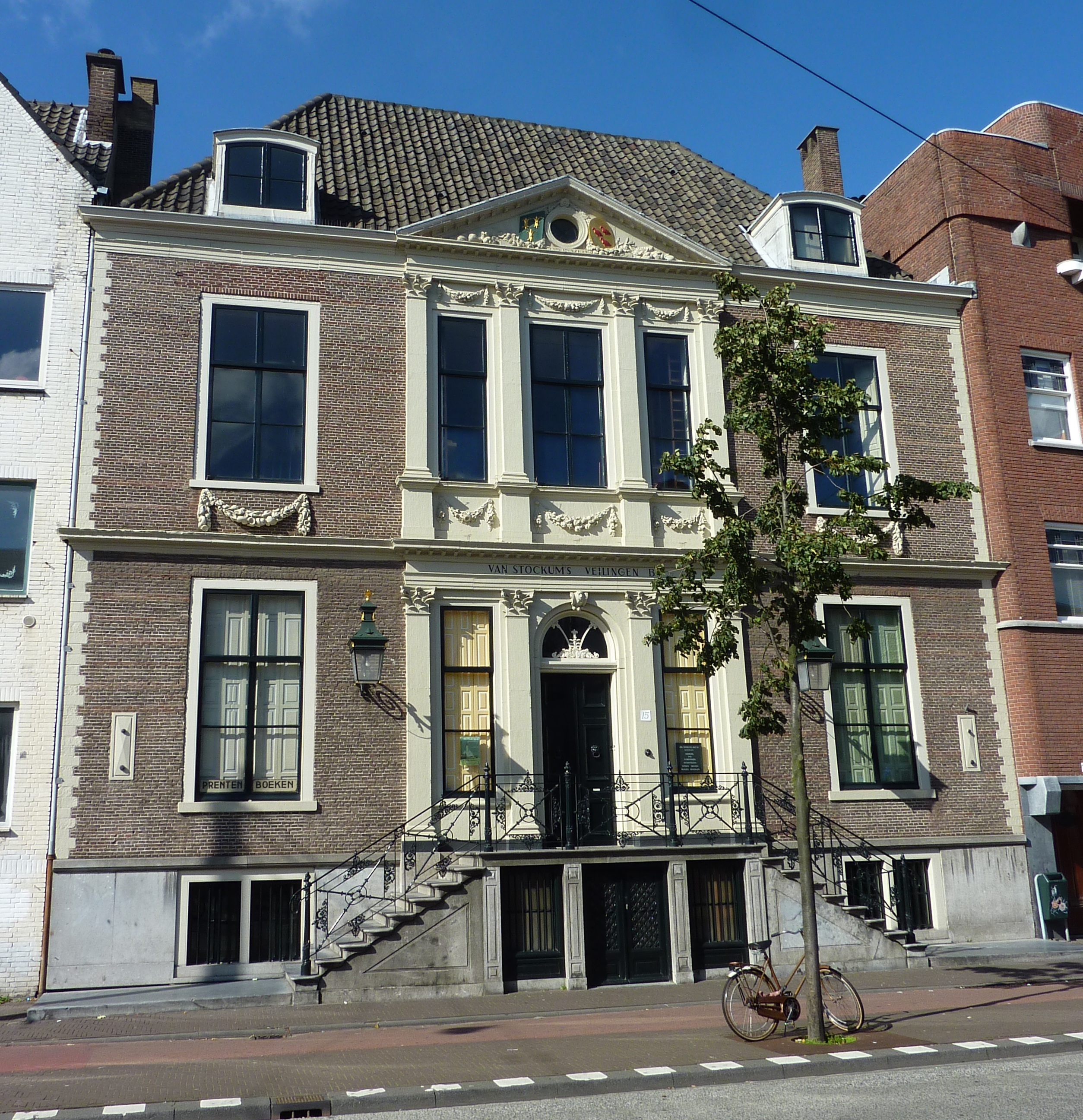
Huis Dedel (Den Haag)
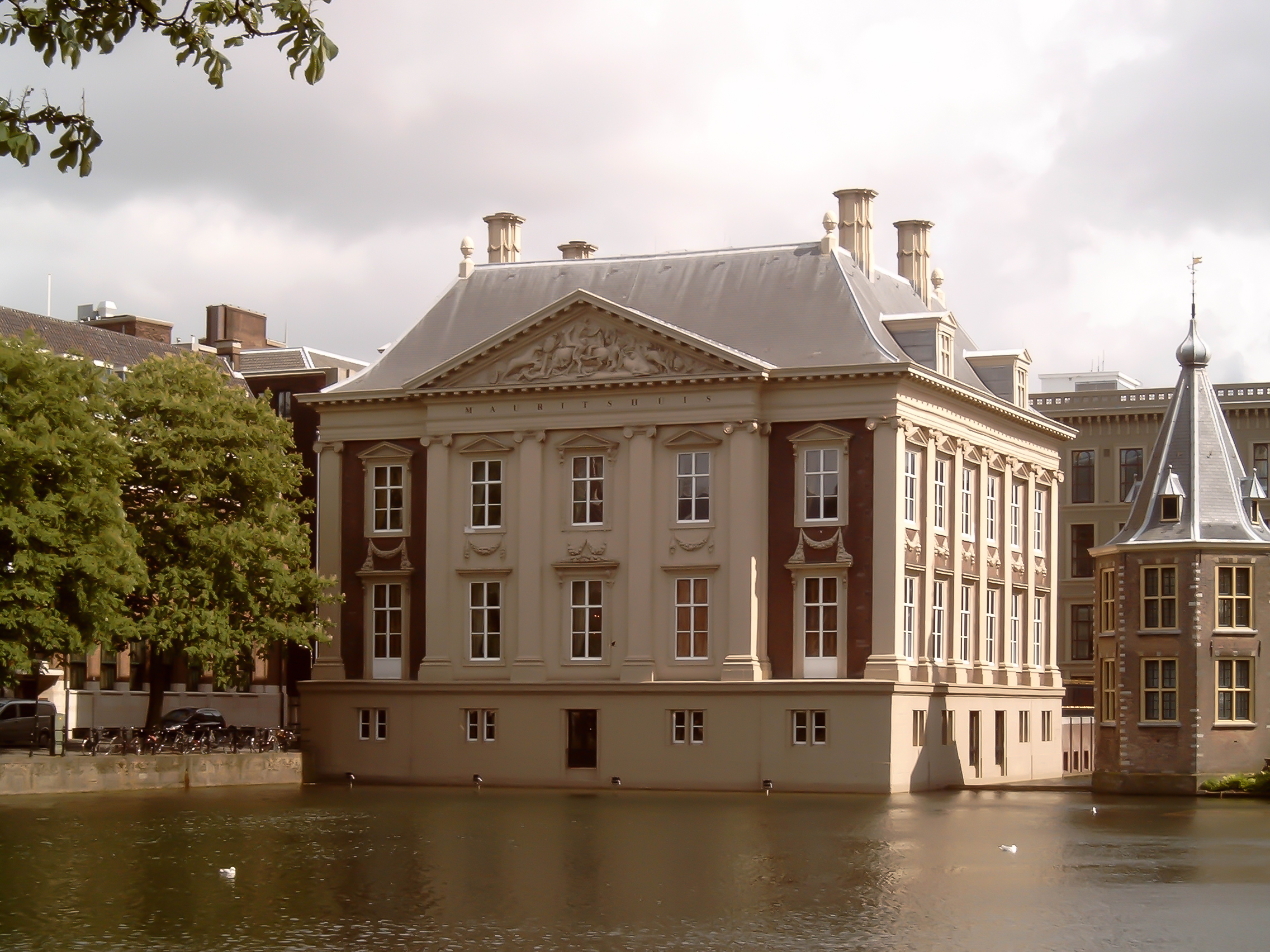
Mauritshuis (met Van Campen)
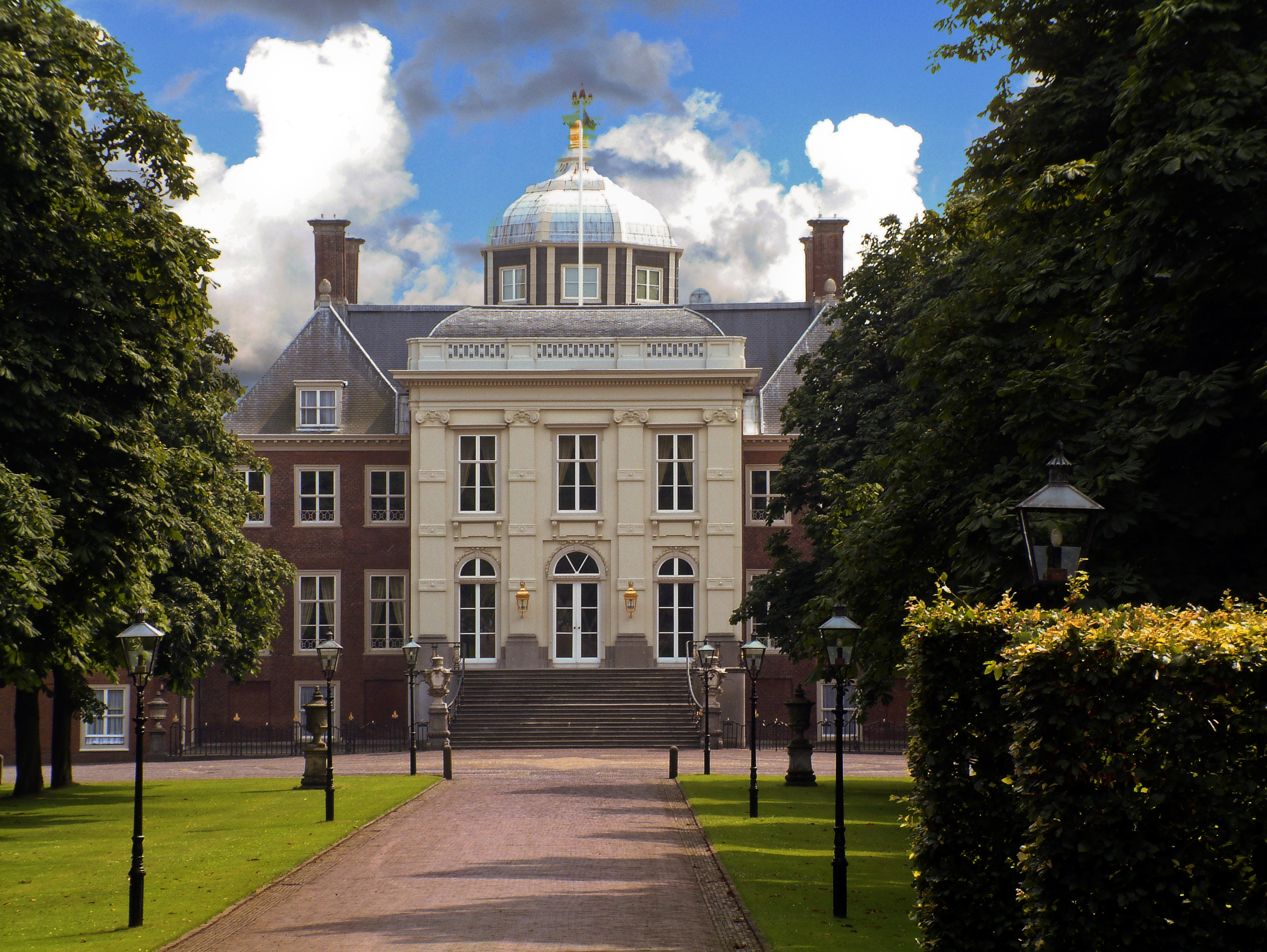
Huis ten Bosch (Den Haag)
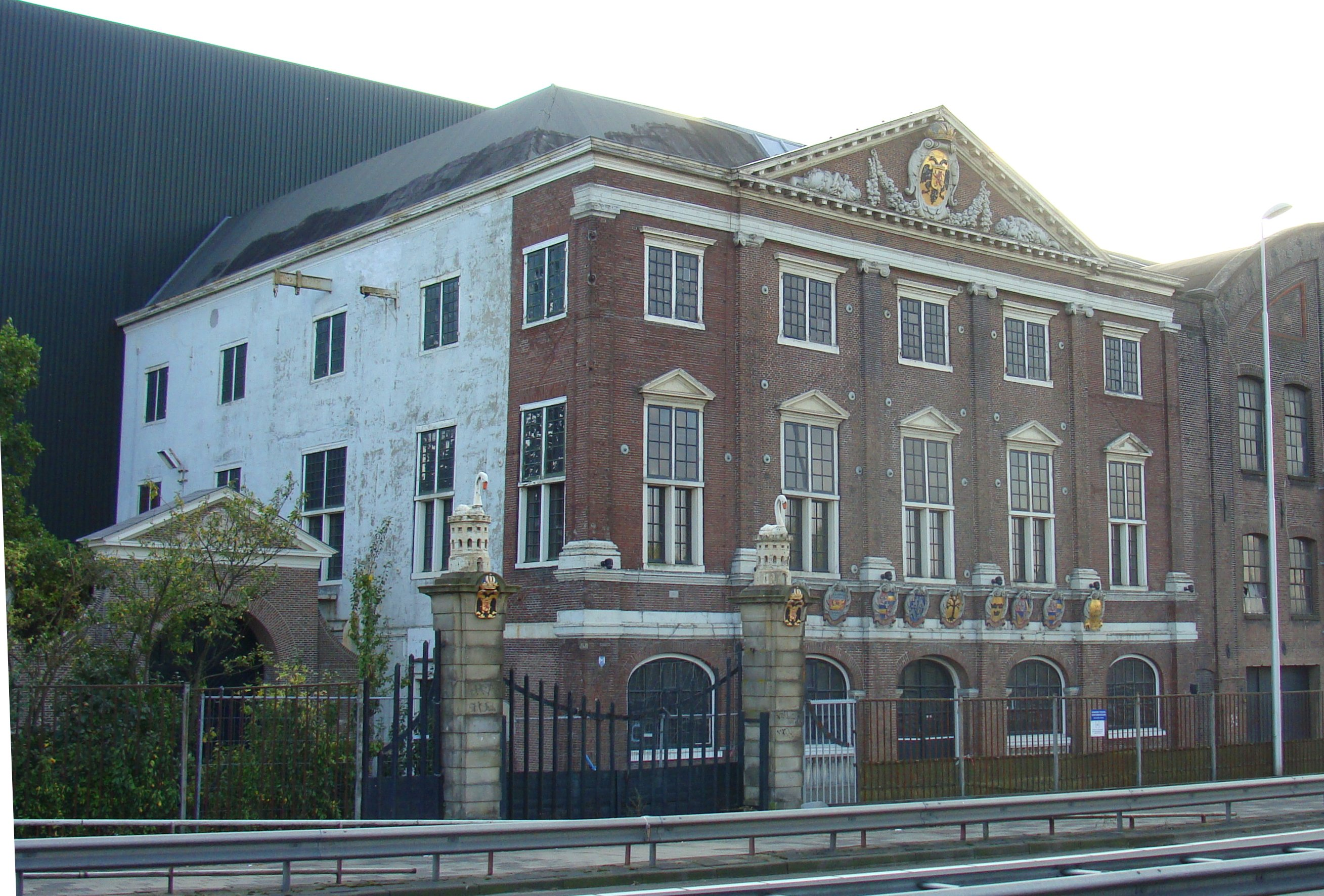
Huis Zwanenburg (Halfweg)
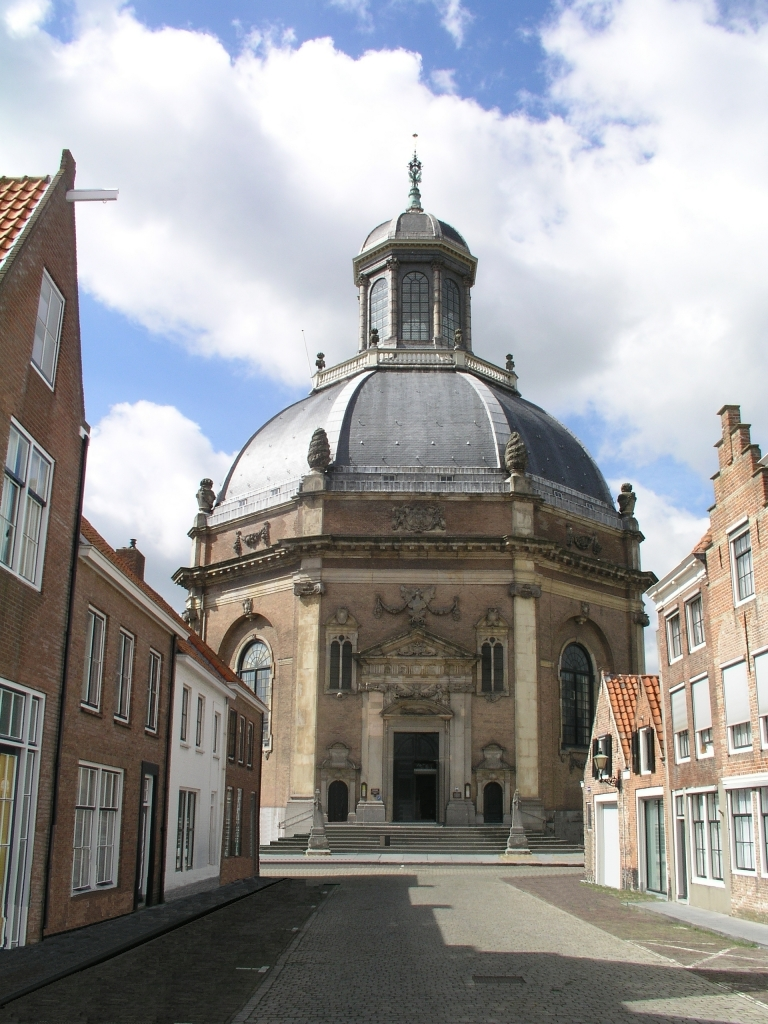
Oostkerk (Middelburg)
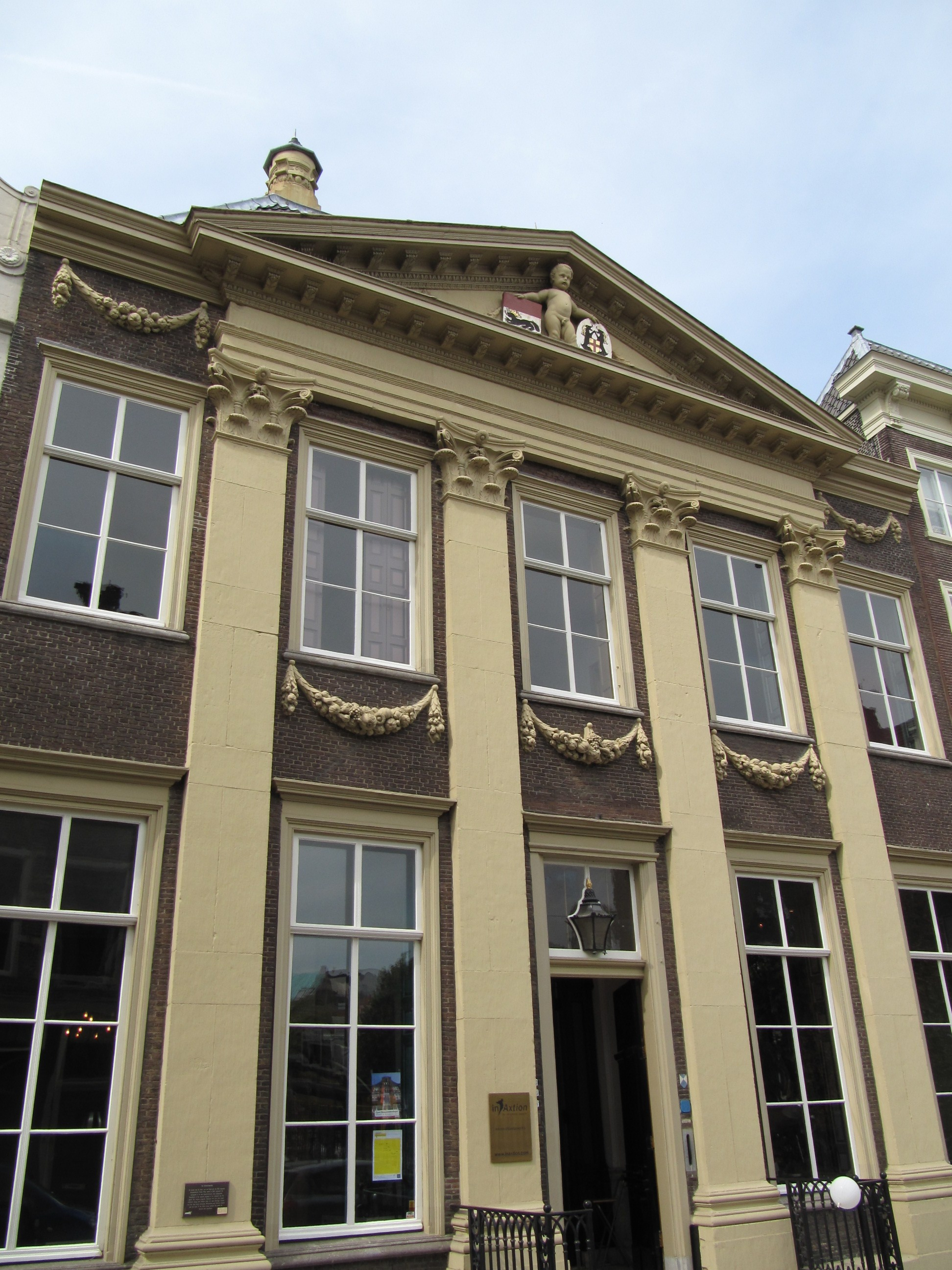
De Onbeschaamde (Dordrecht)
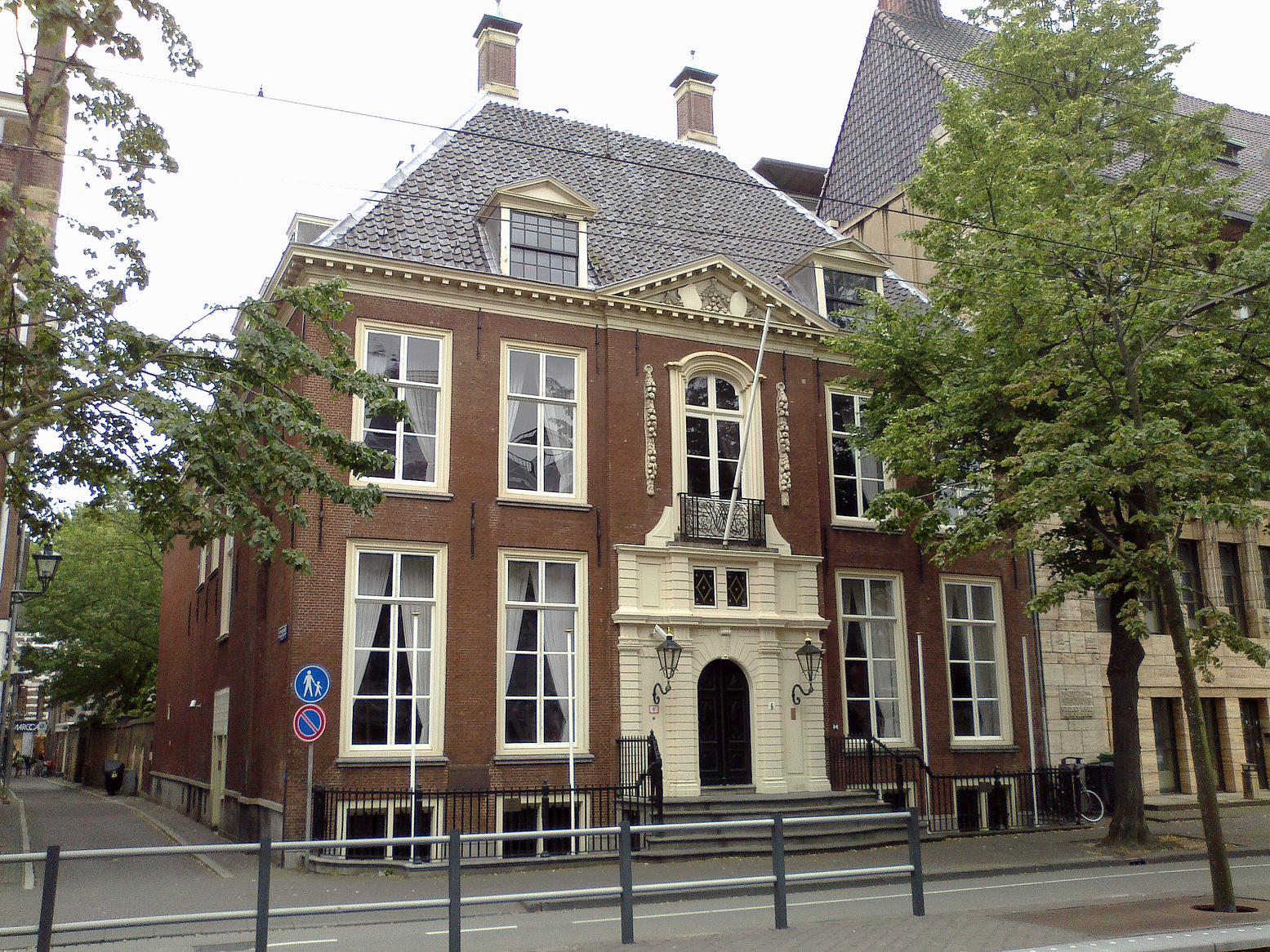
Johan de Witthuis (Den Haag)
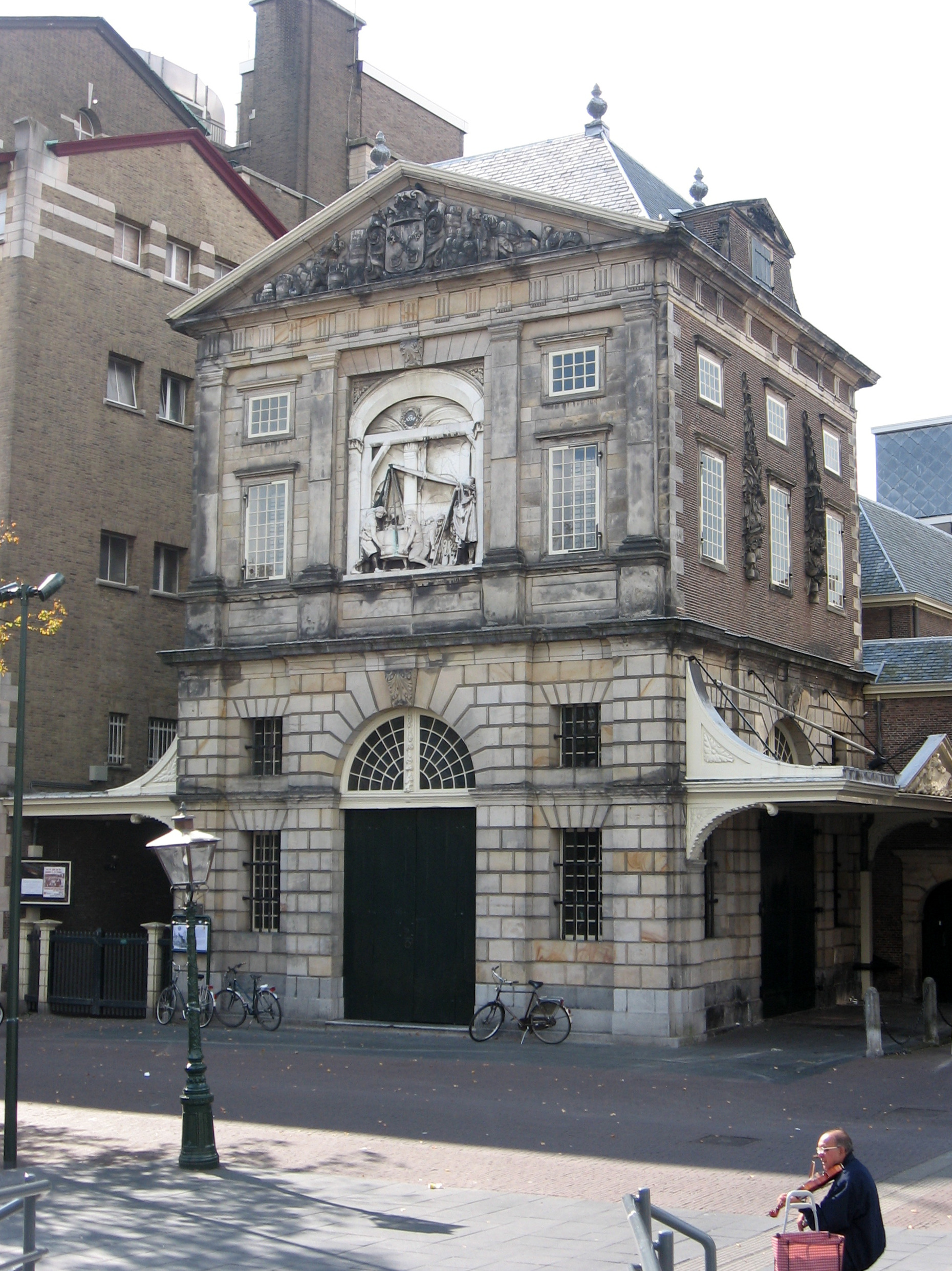
Waag (Leiden)
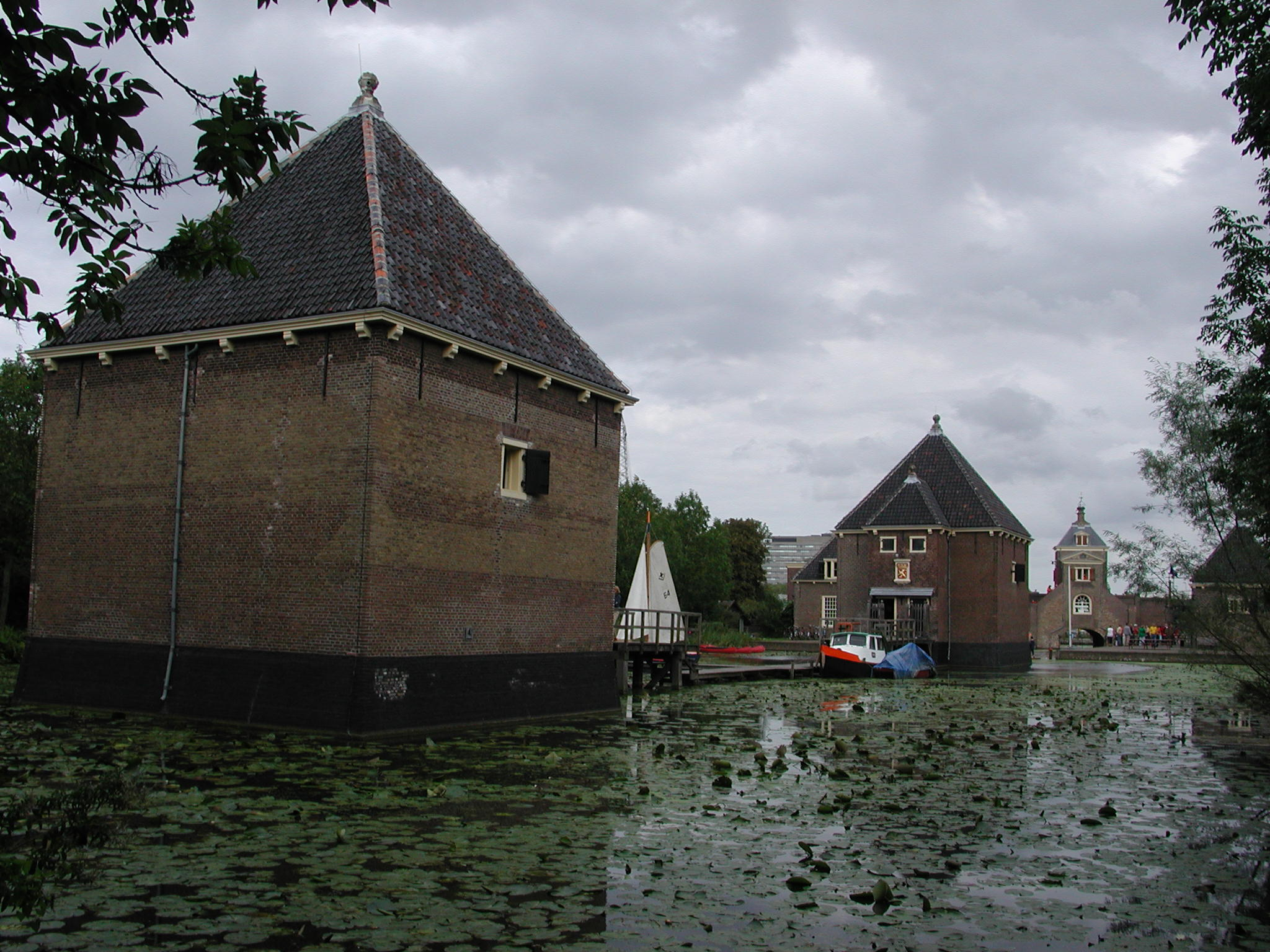
Kruithuis (Delft)
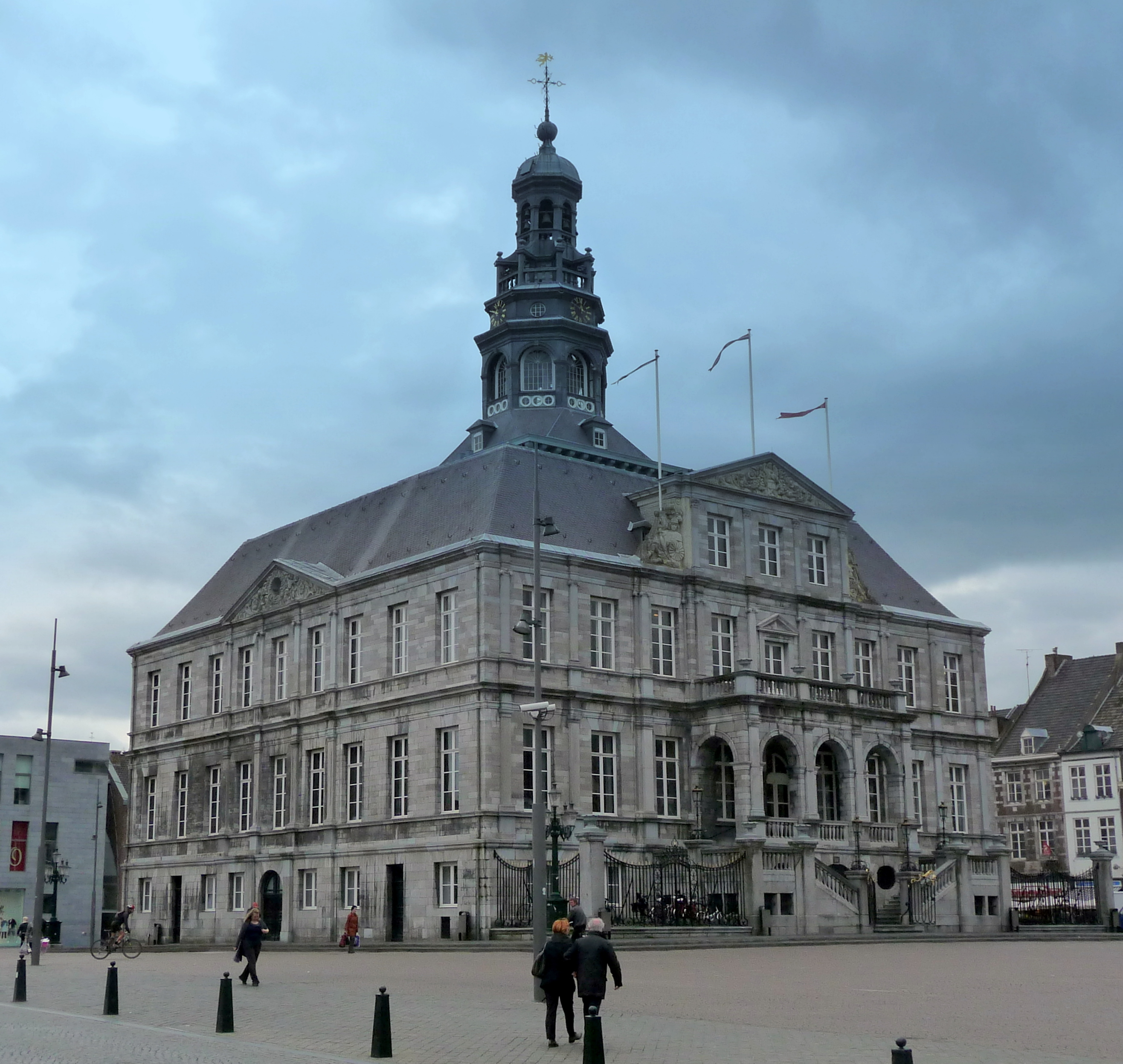
Stadhuis (Maastricht)
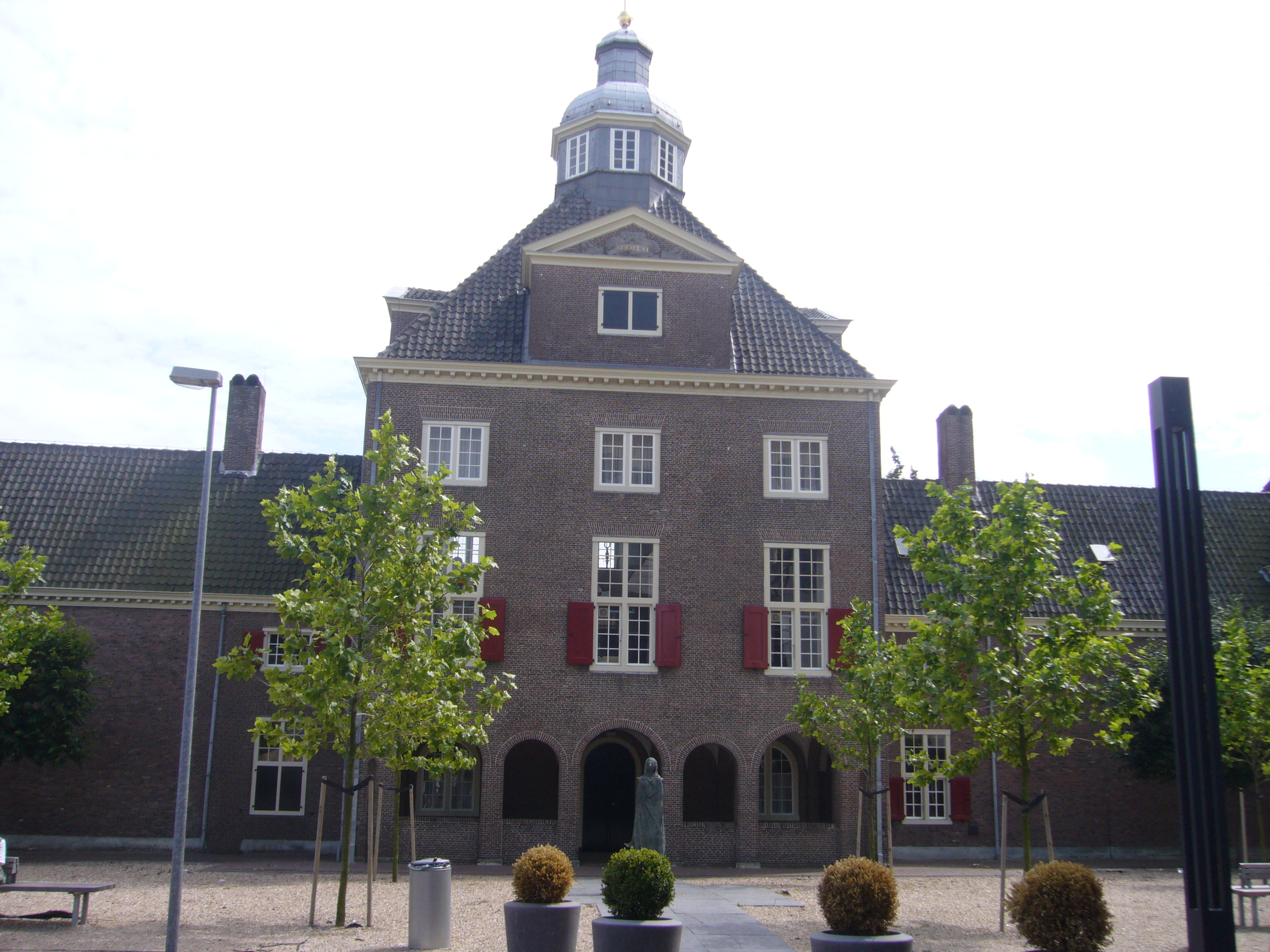
Hofje van Nieuwkoop
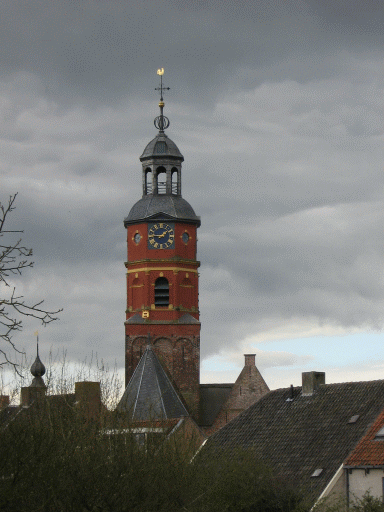
Lambertuskerk Buren
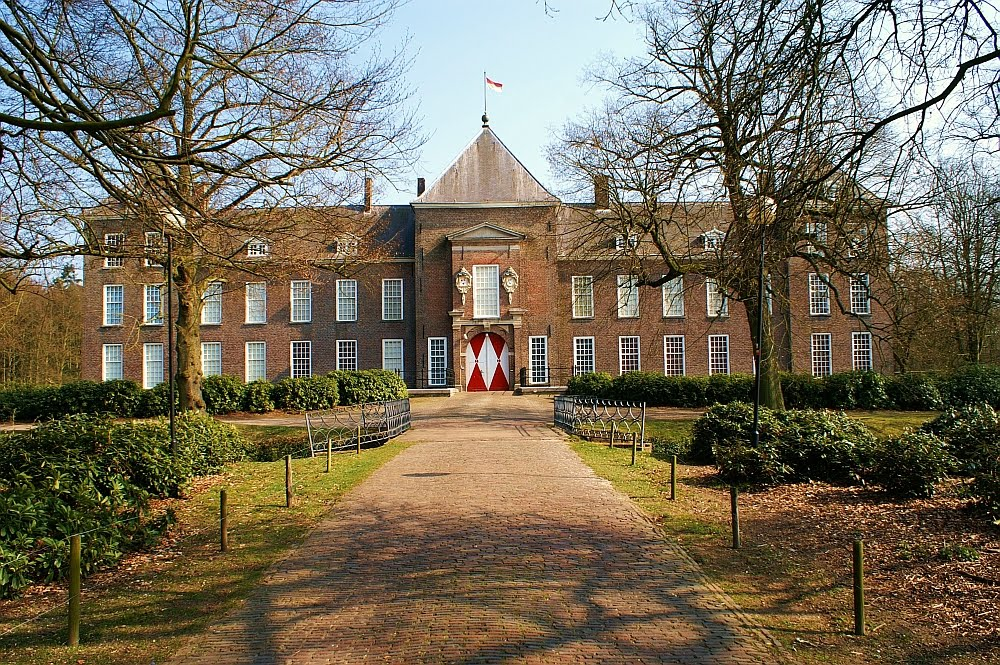
Kasteel Heeze
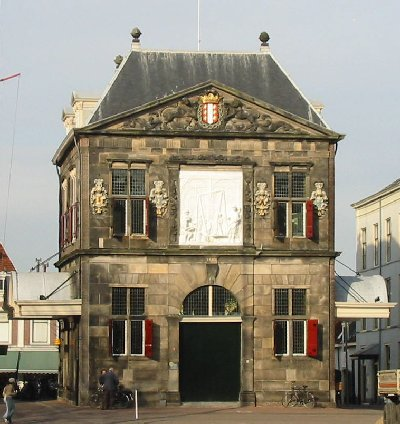
Waag (Gouda)

### Schilderijen
Er zijn weinig schilderijen van Pieter Post bekend. Zijn vroege werk uit de periode 1629-1633 is beïnvloed door Esaias van de Velde, Cornelis Vroom en Pieter de Molijn, die mogelijk zijn leermeester was. Omstreeks 1635-1639 ontwierp hij het beschilderde plafond van het huis "Groot Salet" aan de Zijlstraat 62-64 in Haarlem. Ook later, toen hij vooral actief was als architect, heeft hij nog af en toe geschilderd, waaronder een schoorsteenstuk waarvoor Caesar van Everdingen de figuren schilderde. Voor de schouwburg van Jacob van Campen schilderde hij twee illusionistische decorstukken, die verloren zijn gegaan. Verder is een groot aantal gesigneerde tekeningen van zijn architectuurontwerpen bewaard gebleven.
| Afbeelding | Titel | Datering          | Techniek           | Afmetingen h x b cm | Verblijfplaats |
| ---------- | --- | ----------------- | ------------------ | ------------------- | --- |
|            | Abraham en Lot verdelen het land onderling en gaan elk huns weegs (Genesis 13:6-12)                                                                     | circa 1630        | olieverf op paneel | 65 x 62,5           | Haarlem, Frans Hals Museum                                                                                           |
|            | Italiaans landschap |                   | olieverf op paneel | 42 x 79             | Privéverzameling (Ierland)                                                                                           |
|            | Overval op een legerkonvooi (pendant van de volgende)                                                                                                   | 1631              | olieverf op paneel | 34,7 x 53           | Den Haag, Mauritshuis                                                                                                |
|            | Ruitergevecht (pendant van de vorige) | 1631              | olieverf op paneel | 34,7 x 53,1         | Den Haag, Mauritshuis                                                                                                |
|            | Ruitergevecht |                   | olieverf op paneel | 27 x 39,5           | Keulen, Wallraf-Richartz-Museum                                                                                      |
|            | Gezicht op de bleekvelden bij Haarlem | P.I. Post. / 1631 | olieverf op paneel | 43,7 x 61,5         | Parijs, Fondation Custodia                                                                                           |
|            | Landschap met ruiters op een zandweg |                   |                    | 40,5 x 71,5         | Kopenhagen, Statens Museum for Kunst                                                                                 |
|            | Duinlandschap met hooischelf | ca. 1630-1633     | olieverf op paneel | 53,3 x 79,5         | Den Haag, Mauritshuis                                                                                                |
|            | Pieter Post (architectuur) en Caesar van Everdingen (figuren): Handvestverlening van graaf Willem II van Holland aan het Hoogheemraadschap van Rijnland | 1655              | olieverf op doek   | 218 x 212           | Leiden, Gemeenlandshuis van Rijnland (oorspronkelijk het schoorsteenstuk in de grote zaal van Swanenburg in Halfweg) |
|            | Panoramisch landschap met in het verschiet kasteel Plön in Sleeswijk-Holstein, gezien vanuit het zuidwesten                                             | ca. 1665          | olieverf op paneel | 40,5 x 62,4         | Privéverzameling |

#### Samenwerking met Pieter Saenredam
Er wordt verondersteld dat Pieter Post rond 1630 heeft samengewerkt met Pieter Saenredam. Hij zou in die periode op enkele schilderijen van Saenredam de figuren hebben geschilderd, waaronder de volgende:
| Afbeelding | Titel | Datering | Techniek           | Afmetingen h x b cm | Verblijfplaats                           |
| ---------- | --- | -------- | ------------------ | ------------------- | ---------------------------------------- |
|            | Pieter Saenredam (m.m.v. Pieter Post ?): Santa Maria della Febbre in Rome (naar een tekening van Maarten van Heemskerck) | 1629     | olieverf op doek   | 37,8 x 70,5         | Washington D.C., National Gallery of Art |
|            | Pieter Saenredam (m.m.v. Pieter Post ?): Het Colosseum (naar een tekening van Maarten van Heemskerck)                    | 1631     | olieverf op doek   |                     | Privéverzameling                         |
|            | Pieter Saenredam (m.m.v. Pieter Post ?): Het stadhuis van Haarlem                                                        | 1631     | olieverf op doek   |                     | Privéverzameling                         |
|            | Pieter Saenredam (m.m.v. Pieter Post ?): Interieur van de St. Bavo in Haarlem met een elegant gezelschap                 | 1631     | olieverf op paneel | 82,9 x 110,5        | Philadelphia Museum of Art               |

### Vernoemingen
- Een van de zalen in het Paleis Noordeinde is naar Pieter Post vernoemd.
- In veel plaatsen zijn straten of pleinen naar hem vernoemd, onder andere in Amsterdam, Almelo, Boxmeer, Eindhoven, Hellevoetsluis, Maastricht, Nijmegen, Rotterdam, Soest, Stadskanaal, Tilburg en Vlissingen.